# Коли вони прийшли…
«Коли вони прийшли…» або «Спочатку вони прийшли…» — відоме висловлювання, автором якого вважають німецького пастора Мартіна Німеллера (нім. Martin Niemöller), і яке стосується пасивності німецьких інтелектуалів у часи, коли нацисти лише розпочинали проводити політичні та етнічні чистки різноманітних груп населення. Існують деякі розбіжності щодо оригінальних слів цитати і коли вона з'явилась, Німеллер часто залежно від ситуації по-іншому цитував слова. Переклади висловлювання набули популярності у різних країнах як у плані згадки нацистського режиму, так і під час закликів протидіяти протиправним політичним режимам різних країн. В останні роки, у різних варіантах, висловлювання набуло популярності і в Україні.

## Різні варіанти цитати
Висловлювання має чимало варіантів як у німецькій так і в інших мовах.
| Українською (варіант 1) | Українською (варіант 2) | Німецькою |
| --- | --- | --- |
| «Спочатку вони прийшли за євреями. Я мовчав, я не був євреєм. Потім вони прийшли за комуністами. Я мовчав, я не був комуністом. Потім вони прийшли за профспілковими працівниками. Я мовчав, я не був профспілковим працівником. Потім вони прийшли за мною. І не залишилося нікого, хто міг би допомогти мені». | «Коли нацисти прийшли за комуністами, я залишався безмовним. Я не був комуністом. Коли вони садили соціал-демократів, я промовчав. Я не був соціал-демократом. Коли вони прийшли за членами профспілки, я не протестував. Я не був членом профспілки. Коли вони прийшли за євреями, я не обурився. Я не був євреєм. Коли вони прийшли за мною, не залишилось нікого, хто б заступився за мене.» | «Als die Nazis die Kommunisten holten, habe ich geschwiegen, ich war ja kein Kommunist. Als sie die Sozialdemokraten einsperrten, habe ich geschwiegen, ich war ja kein Sozialdemokrat. Als sie die Gewerkschafter holten, habe ich geschwiegen, ich war ja kein Gewerkschafter. Als sie mich holten, gab es keinen mehr, der protestieren konnte.» |